# Death Warmed Up
Death Warmed Up est un film de science-fiction et d'horreur réalisé par David Blyth, sorti en 1984. 
Il met en vedette Michael Hurst, Margaret Umbers et Gary Day.   

## Synopsis
Un enfant est hypnotisé par un scientifique pour tuer ses parents et se retrouve dans un établissement psychiatrique. Adulte, il revient pour se venger du scientifique.

## Casting
- Michael Hurst : Michael Tucker
- Margaret Umpers : Sandy
- Gary Day : Dr Howell
- William Upjohn : Lucas
- Norelle Scott : Jeannie
- David Letch : Spider
- Bruno Lawrence : Tex
- Geoff Snell : Jannings
- Ian Watkin : Bill
- David Weatherley : Professeur Tucker
- Tina Greenville : Netty Tucker
- Nathaniel Lees : Jackson
- Karam Hau : Berry
- Jonathan Hardy : Ranji Gandhi
- Norman Fairley : Barman